# 绿叶五味子
绿叶五味子（学名：Schisandra arisanensis subsp. viridis），为五味子属阿里山五味子的一个亚种。